# Hebron (Ohio)
Hebron es una villa ubicada en el condado de Licking en el estado estadounidense de Ohio. En el Censo de 2010 tenía una población de 2336 habitantes y una densidad poblacional de 293,89 personas por km².

## Geografía
Hebron se encuentra ubicada en las coordenadas 39°57′55″N 82°29′11″O / 39.96528, -82.48639. Según la Oficina del Censo de los Estados Unidos, Hebron tiene una superficie total de 7.95 km², de la cual 7.94 km² corresponden a tierra firme y (0.13%) 0.01 km² es agua.

## Demografía
Según el censo de 2010, había 2336 personas residiendo en Hebron. La densidad de población era de 293,89 hab./km². De los 2336 habitantes, Hebron estaba compuesto por el 96.45% blancos, el 0.43% eran afroamericanos, el 0.26% eran amerindios, el 0.47% eran asiáticos, el 0.21% eran isleños del Pacífico, el 0.17% eran de otras razas y el 2.01% pertenecían a dos o más razas. Del total de la población el 1.67% eran hispanos o latinos de cualquier raza.